# Rabnitzbach
Rabnitzbach är ett vattendrag i Österrike.   Det ligger i förbundslandet Steiermark, i den östra delen av landet, 130 km sydväst om huvudstaden Wien.
I omgivningarna runt Rabnitzbach växer i huvudsak blandskog. Runt Rabnitzbach är det ganska tätbefolkat, med 124 invånare per kvadratkilometer.